# Robert von Friedeburg
Robert Karl Friedrich von Friedeburg (* 9. August 1961 in Königstein im Taunus) ist ein deutscher Historiker, der sich mit der Frühen Neuzeit befasst.
Robert von Friedeburg, Sohn des Soziologen Ludwig von Friedeburg und der Soziologin Ellen Schölch, studierte ab 1982 Geschichte in Hamburg, Cambridge (King’s College) und Bielefeld. Nach dem Diplom war er von 1987 bis 1989 an der Harvard University und wurde 1989 mit der von Wolfgang Mager betreuten Arbeit Sündenzucht und sozialer Wandel. Earls Colne (England), Springfield und Ipswich (Neuengland) im Vergleich, ca. 1524–1690 in Bielefeld promoviert. 1994 habilitierte er sich dort. Er war Professor an der Erasmus-Universität Rotterdam, wo er geschäftsführender Direktor des Erasmus Center for Early Modern Studies war, und ist Professor (Reader) an der Bishop Grosseteste University in Lincoln.
Er befasst sich mit der Geschichte der Frühen Neuzeit, speziell mit Reformationsgeschichte in ländlichen Gebieten (zum Beispiel Widerstandsrecht aufgrund religiöser Überzeugung), sozialen Konflikten, Staatenbildung und politischem-religiösen Denken insbesondere in England, Deutschland und den Niederlanden.
Er war Gastwissenschaftler und Gastprofessor an der University of St. Andrews, an der University of New South Wales und an der Sorbonne, Gastwissenschaftler an der Herzog August Bibliothek Wolfenbüttel und am Forschungs-Kolleg Humanwissenschaften der Johann Wolfgang Goethe-Universität Frankfurt am Main.
Von 1996 bis 2001 war von Friedeburg Heisenberg-Stipendiat und 1992 erhielt er den Bennigsen-Förderpreis. 2002 war er am Institute for Advanced Studies in Princeton N.J. Er ist Fellow der Royal Historical Society und Mitglied der Academia Europaea (2012) sowie der Vereinigung für Verfassungsgeschichte. Er ist im Vorstand der Johannes-Althusius-Gesellschaft zur Erforschung von Verfassungsgeschichte und Naturrechtslehre in der frühen Neuzeit.

## Schriften
Autor
- Sündenzucht und sozialer Wandel. Earls Colne (England), Springfield und Ipswich (Neuengland) im Vergleich, ca. 1524–1690, Steiner, Stuttgart 1993.
- Ländliche Gesellschaft und Obrigkeit Gemeindeprotest und politische Mobilisierung im 18. und 19. Jahrhundert (= Kritische Studien zur Geschichtswissenschaft, Bd. 117), Vandenhoeck und Ruprecht, Göttingen 1997.
- Widerstandsrecht und Konfessionskonflikt. Notwehr und Gemeiner Mann im deutsch-britischen Vergleich 1530–1669, Duncker und Humblot, Berlin 1999.
- Lebenswelt und Kultur der unterständischen Schichten in der Frühen Neuzeit (= Enzyklopädie deutscher Geschichte, Bd. 62), Oldenbourg, München 2002.
- Self-defence and religious strife in early modern Europe. England and Germany, 1530–1680 (= St. Andrews Studies in Reformation History), Ashgate, Aldershot 2002.
- Europa in der frühen Neuzeit (= Neue Fischer Weltgeschichte), Fischer, Frankfurt am Main 2012.
- Luther’s Legacy. The Thirty Years War and the Modern Notion of ‘State’ in the Empire, Cambridge 2016. Deutsch: Luthers Vermächtnis. Der Dreißigjährige Krieg und das moderne Verständnis vom „Staat“ im Alten Reich, Frankfurt a. M. 2021.

Herausgeber
- mit Hartmut Berghoff: Change and inertia. Britain under the impact of the Great War, Bodenheim 1998.
- Murder and monarchy. Regicide in European history, 1300–1800, Palgrave-Macmillan 2004.
- „Patria“ und „Patrioten“ vor dem Patriotismus. Pflichten, Rechte, Glauben und die Rekonfigurierung europäischer Gemeinwesen im 17. Jahrhundert (= Wolfenbütteler Arbeiten zur Barockforschung), Harrassowitz, Mainz 2005.
- Passions and the Legitimacy of Rule. Antiquity to the Early Enlightenment, London 2005.
- mit Luise Schorn-Schütte: Politik und Religion. Eigenlogik oder Verzahnung? Europa im 16. Jahrhundert, Oldenbourg, München 2007.
- mit John Morrill: Monarchy Transformed. Princes and their Elites in Early Modern Western Europe, Cambridge 2017.

Aufsätze
- Vom ständischen Widerstandsrecht zum modernen Naturrecht. Die Politica des Johannes Althusius und ihre schottische Rezeption. In: Luise Schorn-Schütte (Hrsg.): Strukturen des politischen Denkens in der Frühen Neuzeit, München 2004, S. 149–194.
- The Roots of Modern Germany. In: Helmut Walser Smith (Hrsg.): The Oxford Handbook of Modern German History, Oxford 2011, S. 29–48.